# پلاسیتاس، شهرستان دونیا آنا، نیومکزیکو
پلاسیتاس (به انگلیسی: Placitas) یک منطقهٔ مسکونی در ایالات متحده آمریکا است که در نیومکزیکو واقع شده‌است. پلاسیتاس ۵۷۶ نفر جمعیت دارد و ۱٬۲۳۹٫۹۴ متر بالاتر از سطح دریا واقع شده‌است.